# Тарджони-Тоццетти, Адольфо
Адольфо Тарджони-Тоццетти (Adolfo Targioni Tozzetti) — итальянский естествоиспытатель и энтомолог.

## Биография
Внук ботаника и врача Оттавиано Тарджони-Тоццетти. Изучал сначала ботанику, а потом и зоологию. 
В 1860 году назначен профессором зоологии и сравнительной анатомии беспозвоночных при естественно-историческом музее во Флоренции. 
В 1879 году Тарджони-Тоццетти учредил станцию прикладной энтомологии, состоящую при Королевском институте, директором которой он стал. Был избран президентом комиссии для борьбы с филлоксерой и членом комиссии рыбоводства. Министерством земледелия командирован в Средиземное море для изучения добывания кораллов и губок. 
Работы Тарджони-Тоццетти относятся к рыболовству, ракообразным и преимущественно сельскохозяйственной энтомологии. Способствовал созданию Итальянского энтомологического общества, первым президентом которого он стал (1869—1895). Опубликовал более 200 научных публикаций, в том числе о филлоксерах и ложнощитовках.

## Труды
- «I Crostacei della R. Pirocorvetta Magenta»,
- «Rapporto generale della Commissione della R. Ac. die Georgofill incaricata dello studio della malatia della uve» (Флоренция, 1855),
- «Della malattia del pidocchio Phylloxera vastatrix nella vita etc.» (Рим, т. I,1875),
- «Armature genitali maschili degli Ortotteri saltatori. Invasioni di Cavallette» (Флор., 1882),
- «La Fillossera e Ie malattie delle viti in Italia dal 1879 al 1883 etc.» (Флор.-Рим, 1883),
- «Aminali ed insetti del Tabacco in erba e del Tabacco secco» (I т., Флор.-Рим, 1891).